# Stara Synagoga w Pucku
Stara Synagoga w Pucku – pierwszy dom modlitwy w Pucku, założony około 1800 roku w budynku zrujnowanej Bramy Rybackiej, stojącej przy wschodnim wylocie ulicy Brama Rybacka. Żydzi otrzymali ją od władz miasta. Około 1850 roku bramę rozebrano, a synagogę przeniesiono do niedaleko stojącego domu nr 28, w którym urządzono synagogę.